# Jacksboro (Tennessee)
Jacksboro ist eine Kleinstadt (mit dem Status „Town“) und Verwaltungssitz des Campbell County im US-amerikanischen Bundesstaat Tennessee. Das U.S. Census Bureau hat bei der Volkszählung 2020 eine Einwohnerzahl von 2.306 ermittelt. Benannt ist die Stadt nach dem Präsidenten Andrew Jackson.
Jacksboro ist Bestandteil der Knoxville Metropolitan Statistical Area, der Metropolregion um die Stadt Knoxville.

## Geografie
Jacksboro liegt im Nordosten Tennessees am südwestlichen Rand der Cumberland Mountains, einem Teil der Appalachen. Die Stadt liegt beiderseits des Dog Creek, der über den Cove Creek, den Clinch River, den Tennessee River und den Ohio zum Stromgebiet des Mississippi gehört. Die Grenze Tennessees zu Kentucky verläuft rund 40 km nördlich.
Die geografischen Koordinaten von Jacksboro sind 36°19′48″ nördlicher Breite und 84°11′02″ westlicher Länge. Das Stadtgebiet erstreckt sich über eine Fläche von 6,8 km².
Benachbarte Ortschaften von Jacksboro sind La Follette (8,4 km nordöstlich), Fincastle (15,8 km in der gleichen Richtung), Rocky Top (15,8 km südlich), Caryville (an der südwestlichen Stadtgrenze) und Pioneer (23,5 km nordwestlich).
Das Stadtzentrum von Knoxville liegt 54 km südsüdöstlich. Die nächstgelegenen weiteren Großstädte sind Charlotte in North Carolina (419 km ostsüdöstlich), Georgias Hauptstadt Atlanta (360 km südlich), Chattanooga (212 km südwestlich), Tennessees Hauptstadt Nashville (295 km westlich), Louisville in Kentucky (338 nordnordwestlich) und Lexington in Kentucky (233 km nördlich).

## Verkehr
Der Interstate Highway 75 verläuft in Nord-Süd-Richtung entlang in rund 2 km Entfernung westlich an Jacksboro vorbei. Der U.S. Highway 25 W und die hier auf einem gemeinsamen Streckenabschnitt verlaufenden Tennessee State Routes 9 und 63 führen in Nordwest-Südost-Richtung durch das Zentrum von Jacksboro. Alle weiteren Straßen sind untergeordnete Landstraßen, teils unbefestigte Fahrwege sowie innerörtliche Verbindungsstraßen.
Entlang des südöstlichen Stadtrandes von Jacksboro verläuft eine Eisenbahnlinie für den Frachtverkehr der CSX Transportation.
Mit dem Campbell County Airport befindet sich 6,4 km östlich vom Stadtzentrum von Jacksboro ein kleiner Flugplatz für die Allgemeine Luftfahrt. Der nächste Verkehrsflughafen ist der 75 km südlich gelegene McGhee Tyson Airport in Alcoa, südlich von Knoxville.

## Bevölkerung
Nach der Volkszählung im Jahr 2010 lebten in Jacksboro 2020 Menschen in 834 Haushalten. Die Bevölkerungsdichte betrug 297,1 Einwohner pro Quadratkilometer. In den 834 Haushalten lebten statistisch je 2,26 Personen.
Ethnisch betrachtet setzte sich die Bevölkerung zusammen aus 98,1 Prozent Weißen, 0,1 Prozent Afroamerikanern, 0,1 Prozent amerikanischen Ureinwohnern, 0,1 Prozent Asiaten sowie 0,4 Prozent aus anderen ethnischen Gruppen; 1,0 Prozent stammten von zwei oder mehr Ethnien ab. Unabhängig von der ethnischen Zugehörigkeit waren 1,6 Prozent der Bevölkerung spanischer oder lateinamerikanischer Abstammung.
17,9 Prozent der Bevölkerung waren unter 18 Jahre alt, 64,1 Prozent waren zwischen 18 und 64 und 18,0 Prozent waren 65 Jahre oder älter. 50,5 Prozent der Bevölkerung waren weiblich.
Das mittlere jährliche Einkommen eines Haushalts lag bei 38.924 USD. Das Pro-Kopf-Einkommen betrug 23.317 USD. 6,1 Prozent der Einwohner lebten unterhalb der Armutsgrenze.

## Bekannte Bewohner
- Henry R. Gibson (1837–1938), republikanischer Abgeordneter des US-Repräsentantenhauses (1895–1905) – lebte mehrere Jahre in Jacksboro
- John Jennings (1880–1956), republikanischer Abgeordneter des US-Repräsentantenhauses (1939–1951) – geboren und aufgewachsen in Jacksboro